# Dlhé nad Cirochou
Dlhé nad Cirochou (węg. Cirókahosszúmező) – wieś (obec) na Słowacji, w kraju preszowskim, w powiecie Snina. Pierwsza wzmianka o wsi pochodzi z 1342 roku.